# Helena Carlsson
Helena Carlsson, född 8 augusti 1966, är en svensk före detta fotbollsspelare (högerback).
Carlsson representerade på klubbnivå först Trollhättans IF, men gick inför säsongen 1990 till Jitex BK. Hon spelade 9 A-landskamper för Sverige och gjorde 1 mål, och var med i truppen som tog silver i EM 1987.